# Jack London Square

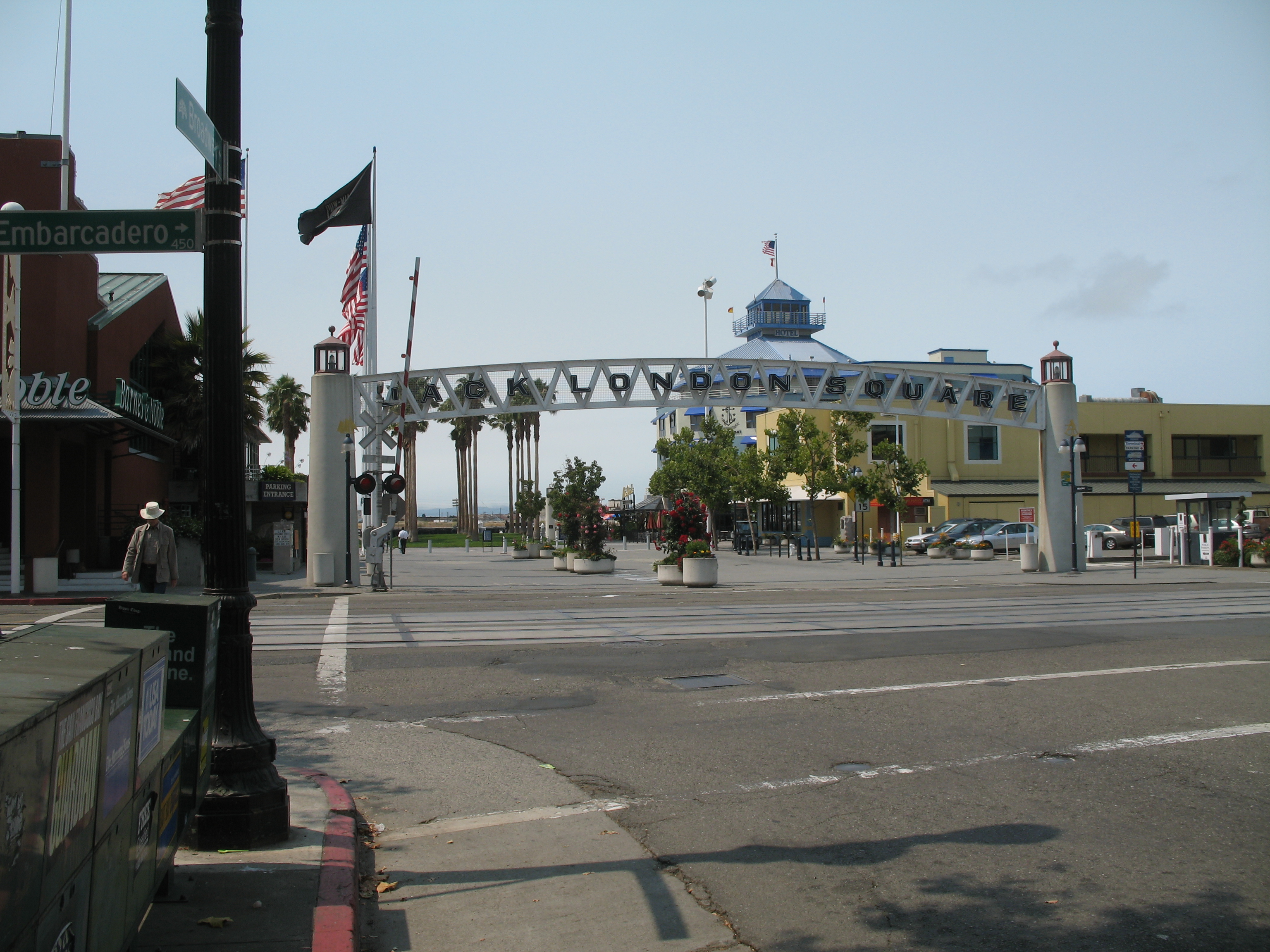
Toegang tot Jack London Square vanuit Broadway. De treinrails en een AHOB (links) zijn zichtbaar.

Jack London Square is een openbare ruimte aan de waterkant van de Amerikaanse stad Oakland (Californië). Ze is vernoemd naar de schrijver Jack London, die lange tijd in Oakland woonde. Jack London Square is eigendom van de haven van Oakland.
Er zijn winkels, restaurants, hotels, een Amtrak-treinstation, een veerdienst, een bioscoop en twee historische bouwwerken: Heinold’s First and Last Chance Saloon en Jack Londons blokhut, die oorspronkelijk in de Klondike stond. De USS Potomac, Franklin Delano Roosevelts presidentiële jacht en tegenwoordig een National Historic Landmark, ligt er ook aangemeerd. Verschillende bedrijven, zoals het televisiestation KTVU, hebben hun kantoren aan Jack London Square.
Jack London Square ligt aan het zuidelijk uiteinde van Broadway. Aan de overkant van het Oakland Estuary ligt de stad Alameda. De term Jack London Square of Jack London District staat bij uitbreiding voor de hele buurt errond. Die was vroeger een industrieel gebied, maar is in de laatste jaren sterk vernieuwd. De herinrichting van Jack London Square en de heropleving van de buurt zijn in grote mate verwezenlijkingen van Jerry Brown, de gouverneur van Californië en voormalige burgemeester van Oakland. 
De weg langs Jack London Square, Embarcadero West, wordt gebruikt zowel voor autoverkeer als treinverkeer. Er rijden Amtrak-treinen en goederentreinen op sporen in beide richtingen. Sinds de verlegging van de South Shore Line te Michigan City (Indiana) in 2022 is het de enige straat in de VS waar nog reizigerstreinen op straat rijden.